# Nati nel 1874
| Questa pagina contiene informazioni ricavate automaticamente dalle voci biografiche con l'ausilio del template Bio e di un bot. L'aggiornamento è periodico e automatico e ricostruisce completamente la pagina. Se manca una persona in questa lista, sei pregato di non aggiungerla, ma accertati piuttosto che la sua voce biografica contenga il template Bio e che i dati anagrafici siano correttamente compilati. Se il template Bio manca, inseriscilo tu stesso o, in alternativa, metti l'avviso {{tmp\|Bio}} che ne segnala la mancanza. Se i dati riportati sono sbagliati, correggi direttamente la voce biografica; le modifiche saranno visibili in questa lista entro pochi giorni. Per chiarimenti vedi il progetto biografie. La lista contiene solo le 854 persone che sono citate nell'enciclopedia e per le quali è stato implementato correttamente il template Bio. Pagina aggiornata al 18 ago 2025. |

## Gennaio(69)
- 1º gennaio - Alfonso Bartoli, archeologo e politico italiano († 1957)
- 1º gennaio - Mary H. J. Henderson, militare scozzese († 1938)
- 1º gennaio - Frank Knox, politico statunitense († 1944)
- 1º gennaio - Hugo Leichtentritt, filosofo, scrittore e compositore polacco († 1951)
- 1º gennaio - Charles Rist, economista francese († 1955)
- 2 gennaio - Aleksander Prystor, politico e militare polacco († 1941)
- 3 gennaio - Serafino Giannelli, politico italiano († 1962)
- 3 gennaio - Frank Newton, golfista statunitense († 1946)
- 3 gennaio - Stephan Petróczy, militare e pioniere dell'aviazione austro-ungarico († 1957)
- 4 gennaio - Adalbero Fleischer, vescovo cattolico e missionario tedesco († 1963)
- 4 gennaio - Josef Suk, violinista e compositore ceco († 1935)
- 5 gennaio - Joseph Erlanger, medico statunitense († 1965)
- 5 gennaio - Ines Oddone, sindacalista e giornalista italiana († 1914)
- 5 gennaio - Alessandro Tasca, politico italiano († 1943)
- 6 gennaio - Adolfo De Carolis, pittore, restauratore e decoratore italiano († 1928)
- 6 gennaio - Fred Niblo, regista e attore statunitense († 1948)
- 6 gennaio - S. Fowler Wright, scrittore britannico († 1965)
- 8 gennaio - Elisabetta Maria di Baviera, nobile tedesca († 1957)
- 8 gennaio - Edward Gould, golfista statunitense († 1937)
- 8 gennaio - Antonio Palacios, architetto spagnolo († 1945)
- 9 gennaio - José de Amézola, giocatore di palla basca spagnolo († 1922)
- 9 gennaio - François-Louis Auvity, vescovo cattolico francese († 1964)
- 9 gennaio - Steve Bloomer, allenatore di calcio, giocatore di baseball e calciatore inglese († 1938)
- 10 gennaio - Enrico Cannio, musicista italiano († 1949)
- 10 gennaio - Albert Mathiez, storico francese († 1932)
- 11 gennaio - Gioacchino Luigi Mellucci, ingegnere italiano († 1942)
- 11 gennaio - Alfonso Quiñónez Molina, politico salvadoregno († 1950)
- 12 gennaio - Massimo Di Donato, magistrato e politico italiano († 1943)
- 12 gennaio - James Juvenal, canottiere statunitense († 1942)
- 13 gennaio - Jozef-Ernest Van Roey, cardinale e arcivescovo cattolico belga († 1961)
- 14 gennaio - Adrian Fortescue, presbitero britannico († 1923)
- 14 gennaio - John Francis Gathorne-Hardy, generale inglese († 1949)
- 15 gennaio - Fernand Nozière, commediografo e giornalista francese († 1931)
- 16 gennaio - Herman Gesellius, architetto finlandese († 1916)
- 16 gennaio - Robert William Service, poeta e scrittore britannico († 1958)
- 17 gennaio - Jean Calvet, presbitero e teologo francese († 1965)
- 17 gennaio - Edna Wallace Hopper, attrice statunitense († 1959)
- 18 gennaio - Ferdinando De Masellis, generale e aviatore italiano († 1960)
- 18 gennaio - Hans Reissner, fisico e ingegnere aeronautico tedesco († 1967)
- 18 gennaio - Myron Charles Taylor, imprenditore e diplomatico statunitense († 1959)
- 19 gennaio - Bruno Paul, architetto e disegnatore tedesco († 1968)
- 19 gennaio - Viktor Schmieden, chirurgo tedesco († 1945)
- 19 gennaio - Hitachiyama Taniemon, lottatore di sumo giapponese († 1922)
- 20 gennaio - Vilko Begić, generale croato († 1946)
- 20 gennaio - Hjalmar Johansson, nuotatore, tuffatore e lunghista svedese († 1957)
- 21 gennaio - René-Louis Baire, matematico francese († 1932)
- 22 gennaio - Leonard Eugene Dickson, matematico statunitense († 1954)
- 22 gennaio - Vincenzo Lapuma, cardinale italiano († 1943)
- 22 gennaio - Wincenty Witos, politico polacco († 1945)
- 24 gennaio - Giuseppe Faccin, pittore italiano († 1916)
- 25 gennaio - Clara Brett Martin, avvocata canadese († 1923)
- 25 gennaio - Igino Coffari, prefetto e politico italiano († 1960)
- 25 gennaio - Hewlett Johnson, religioso britannico († 1966)
- 25 gennaio - William Somerset Maugham, scrittore e commediografo britannico († 1965)
- 25 gennaio - Alexander von Salzmann, pittore e scenografo russo († 1934)
- 26 gennaio - Jozef Brudzinski, pediatra polacco († 1917)
- 26 gennaio - Arturo Ciano, ammiraglio e imprenditore italiano († 1943)
- 26 gennaio - Edoardo De Albertis, scultore, pittore e illustratore italiano († 1950)
- 26 gennaio - Ralph Taylor, arciere statunitense († 1958)
- 27 gennaio - Luigi D'Amato, medico italiano († 1951)
- 27 gennaio - Dario Niccodemi, commediografo e sceneggiatore italiano († 1934)
- 29 gennaio - Raoul Barré, fumettista e animatore canadese († 1932)
- 29 gennaio - Owen Davis, drammaturgo e sceneggiatore statunitense († 1956)
- 29 gennaio - Robert Lach, insegnante e musicologo austriaco († 1958)
- 29 gennaio - Gheorghe Mironescu, politico rumeno († 1949)
- 29 gennaio - John Davison Rockefeller Jr., imprenditore statunitense († 1960)
- 30 gennaio - Teresa Feoderovna Ries, scultrice austriaca († 1956)
- 30 gennaio - Pier Ludovico Occhini, giornalista, scrittore e politico italiano († 1941)
- 31 gennaio - Gabriel Moreau, attore e regista francese († 1933)

## Febbraio(63)
- 1º febbraio - Otto Rudolf Holmberg, botanico svizzero († 1930)
- 1º febbraio - Teodoro Morisani, medico e politico italiano († 1950)
- 1º febbraio - James Ramsay Hunt, neurologo statunitense († 1937)
- 1º febbraio - Hugo von Hofmannsthal, scrittore, poeta e drammaturgo austriaco († 1929)
- 2 febbraio - Totò Majorana, attore teatrale italiano († 1944)
- 2 febbraio - Giuseppe Stabile, militare italiano († 1956)
- 3 febbraio - Gertrude Stein, scrittrice e poetessa statunitense († 1946)
- 5 febbraio - Vincenzo Asprea, entomologo italiano († 1930)
- 5 febbraio - George Periolat, attore statunitense († 1940)
- 6 febbraio - Magna Lykseth-Skogman, soprano norvegese († 1949)
- 6 febbraio - Gennaro Mondaini, storico, economista e docente italiano († 1948)
- 7 febbraio - Luigi Barzini, giornalista e scrittore italiano († 1947)
- 7 febbraio - Louis Agassiz Fuertes, ornitologo e illustratore statunitense († 1927)
- 8 febbraio - Bror Berger, attore, regista e sceneggiatore svedese († 1948)
- 9 febbraio - Amy Lowell, poetessa statunitense († 1925)
- 9 febbraio - Vsevolod Ėmil'evič Mejerchol'd, regista russo († 1940)
- 9 febbraio - Percy Radcliffe, generale britannico († 1934)
- 11 febbraio - Elsa Beskow, scrittrice e illustratrice svedese († 1953)
- 12 febbraio - Edward Marsh, canottiere statunitense († 1932)
- 12 febbraio - Auguste Perret, architetto e imprenditore francese († 1954)
- 13 febbraio - Giuseppe Pettine, compositore e mandolinista italiano († 1966)
- 14 febbraio - Dan Bain, hockeista su ghiaccio canadese († 1962)
- 14 febbraio - Ugo Guarienti, imprenditore, politico e antifascista italiano († 1972)
- 14 febbraio - Lou Handley, pallanuotista e nuotatore italiano († 1956)
- 14 febbraio - Wilhelm Karmann, imprenditore tedesco († 1952)
- 15 febbraio - Paolo Buzzi, poeta e scrittore italiano († 1956)
- 15 febbraio - Henry Guest, politico inglese († 1957)
- 15 febbraio - Ernest Shackleton, esploratore britannico († 1922)
- 16 febbraio - Marie Gutheil-Schoder, soprano tedesco († 1935)
- 17 febbraio - Alexander Khatisian, politico e giornalista armeno († 1945)
- 17 febbraio - Teresa Labriola, avvocata e attivista italiana († 1941)
- 17 febbraio - Thomas J. Watson, dirigente d'azienda statunitense († 1956)
- 18 febbraio - Jean Beauverie, botanico e micologo francese († 1938)
- 18 febbraio - Aleksandr Aleksandrovič Čuprov, statistico russo († 1926)
- 18 febbraio - Louis Laloy, scrittore e musicologo francese († 1944)
- 19 febbraio - Max Adalbert, attore tedesco († 1933)
- 19 febbraio - Rose Gelbert, golfista francese († 1956)
- 19 febbraio - Carl Stockdale, attore statunitense († 1953)
- 19 febbraio - Josef Šusta, storico, scrittore e politico ceco († 1945)
- 20 febbraio - Salvatore Cardillo, compositore italiano († 1947)
- 20 febbraio - Mary Garden, soprano britannico († 1967)
- 21 febbraio - Oluf Landnes, ginnasta e multiplista statunitense († 1911)
- 21 febbraio - Vincenzo Reschiglian, baritono italiano († 1955)
- 21 febbraio - Alípio de Miranda-Ribeiro, zoologo brasiliano († 1939)
- 22 febbraio - Vincenzo Arbarello, militare italiano († 1917)
- 22 febbraio - Bill Klem, arbitro di baseball statunitense († 1951)
- 22 febbraio - Octave Meynier, ufficiale francese († 1961)
- 22 febbraio - Francesco Paolo Prisciandaro, pittore italiano († 1946)
- 22 febbraio - Takahama Kyoshi, poeta, critico letterario e scrittore giapponese († 1959)
- 22 febbraio - Vasil Čekalarov, rivoluzionario bulgaro († 1913)
- 23 febbraio - Konstantin Päts, politico estone († 1956)
- 23 febbraio - Hugh Stevenson Roberton, compositore e direttore di coro scozzese († 1952)
- 24 febbraio - George Botsford, compositore statunitense († 1949)
- 24 febbraio - Honus Wagner, giocatore di baseball e allenatore di baseball statunitense († 1955)
- 25 febbraio - Aristide Baghetti, attore italiano († 1955)
- 25 febbraio - Ettore Leopardi, imprenditore, politico e nobile italiano († 1945)
- 25 febbraio - Henri Prost, architetto e urbanista francese († 1959)
- 26 febbraio - Gabrielle Bossis, attrice, scrittrice e mistica francese († 1950)
- 26 febbraio - Mario Caserini, regista, attore e sceneggiatore italiano († 1920)
- 26 febbraio - Emma Dunn, attrice statunitense († 1966)
- 26 febbraio - Nikolaj Sergeevič Korotkov, chirurgo russo († 1920)
- 27 febbraio - Francis Macdonald Cornford, storico della filosofia, traduttore e poeta inglese († 1943)
- 27 febbraio - Francesco Pacelli, nobile e avvocato italiano († 1935)

## Marzo(71)
- 1º marzo - Arturo Balestrieri, marciatore, calciatore e dirigente sportivo italiano († 1945)
- 1º marzo - Arthur Grenfell Wauchope, militare britannico († 1947)
- 1º marzo - Jens Lind, botanico e micologo danese († 1939)
- 2 marzo - Carl Schlechter, scacchista austriaco († 1918)
- 2 marzo - Alexander Newton Winchell, geologo e mineralogista statunitense († 1958)
- 3 marzo - Ernesta Michelangeli, scrittrice italiana († 1946)
- 3 marzo - Giovanni Prampolini, imprenditore italiano († 1934)
- 4 marzo - Jan Černý, politico cecoslovacco († 1959)
- 4 marzo - Helen Hellwig, tennista statunitense († 1960)
- 4 marzo - J. Barney Sherry, attore statunitense († 1944)
- 4 marzo - Michail Fëdorovič Vladimirskij, politico russo († 1951)
- 5 marzo - Arthur van Schendel, scrittore olandese († 1946)
- 5 marzo - Henry Travers, attore britannico († 1965)
- 7 marzo - Luigi Lavitrano, cardinale e arcivescovo cattolico italiano († 1950)
- 8 marzo - William Holland, velocista statunitense († 1930)
- 9 marzo - John Duncan Fergusson, artista britannico († 1961)
- 9 marzo - Vilis Plūdons, poeta lettone († 1940)
- 9 marzo - Mansueto Pometta, politico svizzero († 1962)
- 10 marzo - Manuel M. Diéguez, generale, politico e rivoluzionario messicano († 1924)
- 11 marzo - Ellen Giles, giornalista, storico dell'arte e etnografa statunitense († 1914)
- 11 marzo - Charles Whitney Gilmore, paleontologo statunitense († 1945)
- 11 marzo - Charles Paumier du Verger, tiratore a segno belga
- 13 marzo - Ellery Clark, altista, lunghista e multiplista statunitense († 1949)
- 14 marzo - Mary Carr, attrice statunitense († 1973)
- 14 marzo - Anton Philips, imprenditore olandese († 1951)
- 14 marzo - Ernesto Verrucci-Bey, architetto italiano († 1945)
- 15 marzo - Goffredo Jaja, geografo italiano († 1950)
- 15 marzo - Benjamin Jamieson, giocatore di lacrosse canadese († 1915)
- 15 marzo - Abdul Qadir, giornalista e islamista pakistano († 1950)
- 16 marzo - Frédéric François-Marsal, politico francese († 1958)
- 17 marzo - Gregorio Conti, mafioso italiano († 1919)
- 17 marzo - Avgustin Vološin, politico, presbitero e saggista ucraino († 1945)
- 19 marzo - Giovanni Antonio Aprosio, militare italiano († 1918)
- 19 marzo - Arthur Hoyt, attore statunitense († 1953)
- 20 marzo - Antonio Lucarelli, storico italiano († 1952)
- 20 marzo - Börries von Münchausen, scrittore tedesco († 1945)
- 21 marzo - Giuseppe Capaldo, poeta italiano († 1919)
- 21 marzo - Max Meyerhof, medico e orientalista tedesco († 1945)
- 21 marzo - Alfred Tysoe, mezzofondista britannico († 1901)
- 21 marzo - Beatrice di Borbone-Spagna, principessa e duchessa († 1961)
- 23 marzo - Giuseppe Mario Asinari Rossillon, generale e politico italiano († 1943)
- 23 marzo - Charles Cresson, tennista statunitense († 1949)
- 23 marzo - Grantley Goulding, ostacolista britannico († 1947)
- 23 marzo - Pierre Héring, generale francese († 1963)
- 23 marzo - J. C. Leyendecker, illustratore tedesco († 1951)
- 24 marzo - Raffaele De Luca, partigiano italiano († 1949)
- 24 marzo - Luigi Einaudi, politico, economista e giornalista italiano († 1961)
- 24 marzo - Harry Houdini, illusionista e attore ungherese († 1926)
- 24 marzo - Max Thomas, ginnasta e multiplista statunitense († 1929)
- 25 marzo - Giovanni Forbicini, anarchico italiano († 1955)
- 25 marzo - Edwin Hunter, golfista e tennista statunitense († 1935)
- 25 marzo - Sunjong di Corea, imperatore coreano († 1926)
- 26 marzo - Robert Frost, poeta e drammaturgo statunitense († 1963)
- 26 marzo - Oskar Nedbal, violista, compositore e direttore d'orchestra ceco († 1930)
- 26 marzo - Attilio Susi, politico italiano († 1935)
- 26 marzo - Luigi Tonta, ammiraglio italiano († 1935)
- 26 marzo - Laurenz Matthias Vincenz, vescovo cattolico svizzero († 1941)
- 27 marzo - Andrés de Segurola, basso spagnolo († 1953)
- 29 marzo - Rupert Guinness, II conte di Iveagh, politico e filantropo irlandese († 1967)
- 29 marzo - Lou Hoover, first lady statunitense († 1944)
- 29 marzo - Rudolf Maister, generale, attivista e poeta jugoslavo († 1934)
- 30 marzo - Rodolfo Crespi, imprenditore italiano († 1939)
- 30 marzo - Charles Lightoller, marinaio britannico († 1952)
- 30 marzo - Ronald MacDonald, maratoneta canadese († 1947)
- 30 marzo - Josiah McCracken, pesista, martellista e discobolo statunitense († 1962)
- 30 marzo - Nicolae Rădescu, politico e generale rumeno († 1953)
- 31 marzo - Benjamín Argumedo, generale messicano († 1916)
- 31 marzo - Andrés Gaos, compositore e violinista spagnolo († 1959)
- 31 marzo - Benjamín G. Hill, generale messicano († 1920)
- 31 marzo - Henri Marteau, violinista e compositore francese († 1934)
- 31 marzo - Karl Wahlberg, giocatore di curling svedese († 1934)

## Aprile(75)
- 1º aprile - Annibale Berlingieri, nobile e politico italiano († 1947)
- 1º aprile - Carlo di Baviera, principe tedesco († 1927)
- 1º aprile - Albert Thibaudet, critico letterario e francesista francese († 1936)
- 2 aprile - Francesco Chiesa, presbitero italiano († 1946)
- 2 aprile - Pompeo Fabri, pittore e restauratore italiano († 1959)
- 2 aprile - Frank Elmore Ross, astronomo e fisico statunitense († 1960)
- 3 aprile - Emilio Bodrero, politico e storico della filosofia italiano († 1949)
- 3 aprile - Wilhelm Crönert, filologo classico e papirologo tedesco († 1942)
- 3 aprile - Mustapha Nador, cantante algerino († 1926)
- 4 aprile - Antonio Cicala, mafioso italiano († 1928)
- 4 aprile - Carlo Donati, pittore italiano († 1949)
- 5 aprile - Manuel María Ponce Brousset, politico e generale peruviano († 1966)
- 5 aprile - Emmanuel Célestin Suhard, cardinale e arcivescovo cattolico francese († 1949)
- 6 aprile - Ottó Hellmich, ginnasta ungherese († 1937)
- 7 aprile - Frederick Carl Frieseke, pittore statunitense († 1939)
- 7 aprile - Friedrich Kayßler, attore tedesco († 1945)
- 7 aprile - Edward Knoblock, commediografo e scrittore statunitense († 1945)
- 8 aprile - Manuel Díaz Martínez, schermidore cubano († 1929)
- 8 aprile - John Joachim, canottiere statunitense († 1942)
- 8 aprile - Amedeo Simonetti, pittore italiano († 1922)
- 9 aprile - Julius Bittner, compositore e giurista austriaco († 1939)
- 9 aprile - Gian Noceti Della Casa, compositore e chitarrista italiano († 1957)
- 9 aprile - Madeleine Sémer, mistica francese († 1921)
- 10 aprile - Arturo Castiglioni, medico italiano († 1953)
- 10 aprile - Albert Galloway Keller, sociologo statunitense († 1956)
- 11 aprile - Ferdinand Broili, geologo e paleontologo tedesco († 1946)
- 11 aprile - Emanuele Pugliese, generale italiano († 1967)
- 12 aprile - Ignacy Maria Dubowski, arcivescovo cattolico polacco († 1953)
- 12 aprile - William Foulke, calciatore britannico († 1916)
- 12 aprile - Arthur Anselm Pearson, micologo britannico († 1954)
- 13 aprile - Carl Axel Pettersson, giocatore di curling svedese († 1962)
- 14 aprile - Alessandro di Teck, militare britannico († 1957)
- 15 aprile - Catherine Chisholm Cushing, commediografa e paroliera statunitense († 1952)
- 15 aprile - Federico Enrico di Prussia, principe e ufficiale prussiano († 1940)
- 15 aprile - Lucien Largé, schermidore francese († 1902)
- 15 aprile - Johannes Stark, fisico tedesco († 1957)
- 16 aprile - Herbert Adams, scrittore inglese († 1958)
- 16 aprile - Luigi Bosi, politico italiano († 1946)
- 16 aprile - Max Frey, pittore tedesco († 1944)
- 16 aprile - Alexander Grant, mezzofondista e siepista statunitense († 1946)
- 16 aprile - Johan Nyström, maratoneta svedese († 1968)
- 18 aprile - Ivana Brlić-Mažuranić, scrittrice croata († 1938)
- 18 aprile - Giovanni Broglio, architetto italiano († 1956)
- 18 aprile - Giuseppe Sirianni, ammiraglio e politico italiano († 1955)
- 18 aprile - Eugene Spiro, pittore tedesco († 1972)
- 19 aprile - Ernst Rüdin, psichiatra e genetista tedesco († 1952)
- 19 aprile - Ada Sacchi Simonetta, bibliotecaria italiana († 1944)
- 20 aprile - Eugenio Balzan, giornalista e imprenditore italiano († 1953)
- 20 aprile - Angelo Tua, generale e politico italiano († 1955)
- 21 aprile - Giulio Bas, compositore e organista italiano († 1929)
- 21 aprile - Billy Bitzer, regista e fotografo statunitense († 1944)
- 21 aprile - Michele Salvatore Ciociano, mandolinista, compositore e direttore d'orchestra italiano († 1944)
- 21 aprile - Arthur Millett, attore statunitense († 1952)
- 21 aprile - Vincent Scotto, compositore francese († 1952)
- 21 aprile - Walter Gordon Wilson, ingegnere irlandese († 1957)
- 22 aprile - Wu Peifu, generale e politico cinese († 1939)
- 22 aprile - Arnaldo de Mohr, editore e scrittore italiano († 1921)
- 23 aprile - Alfonso Castaldi, compositore e direttore d'orchestra rumeno († 1942)
- 23 aprile - Lucien Londot, calciatore belga
- 23 aprile - Arturo Noci, pittore italiano († 1953)
- 24 aprile - Luigi Bolongaro, pittore italiano († 1915)
- 24 aprile - Penelope Delta, scrittrice greca († 1941)
- 24 aprile - Henri Manuel, fotografo francese († 1947)
- 24 aprile - John Russell Pope, architetto statunitense († 1937)
- 25 aprile - Alberto Colantuoni, scrittore, giornalista e drammaturgo italiano († 1959)
- 25 aprile - Guglielmo Marconi, inventore e imprenditore italiano († 1937)
- 25 aprile - Marco Arturo Vicini, avvocato e politico italiano († 1956)
- 25 aprile - Ernest Webb, marciatore britannico († 1937)
- 26 aprile - Giovanni Jacometti, agronomo e politico italiano († 1964)
- 27 aprile - John Baird, I visconte Stonehaven, politico britannico († 1941)
- 27 aprile - Maurice Baring, letterato, scrittore e drammaturgo inglese († 1945)
- 28 aprile - Karl Kraus, scrittore, giornalista e aforista austriaco († 1936)
- 28 aprile - Sidney Toler, attore, baritono e drammaturgo statunitense († 1947)
- 28 aprile - Heinrich Weinel, teologo tedesco († 1936)
- 30 aprile - Jakov Modestovič Gakkel', ingegnere e scienziato russo († 1945)

## Maggio(57)
- 1º maggio - Paul Van Asbroeck, tiratore a segno belga († 1959)
- 1º maggio - Romaine Brooks, pittrice statunitense († 1970)
- 2 maggio - Luigi De Gregori, bibliotecario italiano († 1947)
- 2 maggio - Johannes Greber, presbitero e politico tedesco († 1944)
- 3 maggio - François Coty, imprenditore, profumiere e politico francese († 1934)
- 3 maggio - Vagn Walfrid Ekman, fisico svedese († 1954)
- 4 maggio - Bernhard Hoetger, scultore e pittore tedesco († 1949)
- 4 maggio - Ramiro de Maeztu, poeta e scrittore spagnolo († 1936)
- 5 maggio - Emilio Agostini, poeta italiano († 1941)
- 6 maggio - Ludwig Distel, alpinista e insegnante tedesco († 1958)
- 6 maggio - Paul Scardon, attore e regista australiano († 1954)
- 7 maggio - Frank König, calciatore, allenatore di calcio e arbitro di calcio svizzero († 1959)
- 7 maggio - Pëtr Germogenovič Smidovič, rivoluzionario e politico russo († 1935)
- 8 maggio - Inessa Armand, rivoluzionaria russa († 1920)
- 8 maggio - Rudolf Stolz, pittore italiano († 1960)
- 9 maggio - Lilian Baylis, produttrice teatrale e manager inglese († 1937)
- 9 maggio - Howard Carter, archeologo e egittologo britannico († 1939)
- 11 maggio - George Grossmith Jr., attore, compositore e produttore teatrale inglese († 1935)
- 12 maggio - Galileo Beghi, politico italiano († 1944)
- 12 maggio - Pietro Ferdinando d'Asburgo-Lorena, nobile e militare austriaco († 1948)
- 12 maggio - Clemens von Pirquet, pediatra austriaco († 1929)
- 13 maggio - Robert Radford, basso britannico († 1933)
- 14 maggio - Giuseppe Armanini, tenore italiano († 1915)
- 14 maggio - Polaire, cantante, attrice teatrale e attrice cinematografica francese († 1939)
- 14 maggio - Ernesto Marenghi, agronomo italiano († 1925)
- 14 maggio - Simeon Roksandić, scultore serbo († 1943)
- 15 maggio - Stanley Dark, attore, commediografo e sceneggiatore inglese
- 15 maggio - Charles Mason Remey, architetto statunitense († 1974)
- 15 maggio - Richard Schirrmann, insegnante tedesco († 1961)
- 16 maggio - Amedeo Guillet, militare e politico italiano († 1939)
- 16 maggio - Norbert Kovács, compositore di scacchi ungherese († 1946)
- 16 maggio - Eugène Osty, medico e parapsicologo francese († 1938)
- 16 maggio - Frances Rivett-Carnac, velista britannica († 1962)
- 17 maggio - Bertha Kalich, attrice ucraina († 1939)
- 17 maggio - Lillian Leighton, attrice e sceneggiatrice statunitense († 1956)
- 17 maggio - George Sheldon, tuffatore statunitense († 1907)
- 17 maggio - Élisabeth Sonrel, pittrice e illustratrice francese († 1953)
- 17 maggio - Gudō Uchiyama, monaco buddista giapponese († 1911)
- 18 maggio - Madeleine Pelletier, psichiatra e anarchica francese († 1939)
- 19 maggio - John Esslemont, britannico († 1925)
- 20 maggio - Friedrich Hartogs, matematico tedesco († 1943)
- 21 maggio - Ugo Bernasconi, pittore, scrittore e aforista italiano († 1960)
- 21 maggio - Julius Nuninger, ginnasta tedesco
- 21 maggio - Thomas Swindlehurst, tiratore di fune britannico († 1959)
- 22 maggio - Daniel François Malan, politico sudafricano († 1959)
- 22 maggio - Francesco Paolo Neglia, compositore e direttore d'orchestra italiano († 1932)
- 25 maggio - Salvatore Cinà, mafioso italiano
- 25 maggio - Dante Majorana, giurista e politico italiano († 1955)
- 25 maggio - Abraham Oyanedel, giurista, politico e avvocato cileno († 1954)
- 26 maggio - Henri Farman, aviatore, designer e pioniere dell'aviazione francese († 1958)
- 26 maggio - Laura di Santa Caterina da Siena, religiosa e missionaria colombiana († 1949)
- 27 maggio - Raimondo Annecchino, storico, scrittore e politico italiano († 1954)
- 27 maggio - Dustin Farnum, attore cinematografico statunitense († 1929)
- 28 maggio - Pietro Iantorni, stilista italiano († 1936)
- 29 maggio - Gilbert Keith Chesterton, scrittore e giornalista britannico († 1936)
- 29 maggio - John Emerson, sceneggiatore e regista statunitense († 1956)
- 31 maggio - Attilio Parelli, direttore d'orchestra e compositore italiano († 1944)

## Giugno(57)
- 1º giugno - Macedonio Fernández, filosofo e poeta argentino († 1952)
- 1º giugno - Pierre Souvestre, avvocato, giornalista e scrittore francese († 1914)
- 2 giugno - Ubaldo Barbieri, matematico italiano († 1945)
- 2 giugno - Ludwig Roselius, imprenditore tedesco († 1943)
- 2 giugno - Alberto Magnaghi, geografo italiano († 1945)
- 4 giugno - Massimo Capialbi, militare e politico italiano († 1960)
- 4 giugno - Max Dvořák, storico dell'arte ceco († 1921)
- 4 giugno - Giuseppe Venturi, arcivescovo cattolico italiano († 1947)
- 5 giugno - Isaia Billé, contrabbassista, compositore e pubblicista italiano († 1961)
- 5 giugno - Jack Chesbro, giocatore di baseball statunitense († 1931)
- 5 giugno - Yambo, scrittore, illustratore e regista italiano († 1943)
- 6 giugno - Nicola Canali, cardinale italiano († 1961)
- 6 giugno - André Chaumeix, filologo, critico letterario e giornalista francese († 1955)
- 6 giugno - Louis George Gregory, avvocato statunitense († 1951)
- 7 giugno - Johann Plenge, sociologo e economista tedesco († 1963)
- 7 giugno - William Wadsworth, attore statunitense († 1950)
- 8 giugno - Michael Buchberger, arcivescovo cattolico tedesco († 1961)
- 8 giugno - Ludwig Landshoff, musicista e direttore d'orchestra tedesco († 1941)
- 9 giugno - Launceston Elliot, sollevatore, lottatore e discobolo britannico († 1930)
- 9 giugno - Lewis Sheldon, altista e triplista statunitense († 1960)
- 9 giugno - Domenico Tumiati, scrittore e drammaturgo italiano († 1943)
- 9 giugno - Michele Vedani, scultore italiano († 1969)
- 10 giugno - Ernst Haiger, architetto tedesco († 1952)
- 12 giugno - Genevieve Blinn, attrice canadese († 1956)
- 13 giugno - Louis-Gustave Cambier, pittore e scultore belga († 1949)
- 13 giugno - Leopoldo Lugones, poeta, giornalista e saggista argentino († 1938)
- 13 giugno - Gino Viotti, attore italiano († 1951)
- 14 giugno - Gaston de Pawlowski, scrittore e inventore francese († 1933)
- 14 giugno - Harry Stevenson, giocatore di snooker inglese († 1944)
- 15 giugno - Comtesse de Kermel, tennista francese († 1955)
- 16 giugno - Fernand Bouisson, politico francese († 1959)
- 16 giugno - Arthur Meighen, politico canadese († 1960)
- 17 giugno - Rufino Blanco Fombona, scrittore, poeta e diplomatico venezuelano († 1944)
- 17 giugno - Edgar Jones, regista, attore e produttore cinematografico statunitense († 1958)
- 17 giugno - Harold Kitson, tennista sudafricano († 1951)
- 17 giugno - Grant Mitchell, attore statunitense († 1957)
- 18 giugno - Ivan Michajlovič Moskvin, attore, regista e direttore teatrale russo († 1946)
- 18 giugno - George Tupou II, sovrano tongano († 1918)
- 19 giugno - Nino Mazzoni, politico, sindacalista e giornalista italiano († 1954)
- 19 giugno - Peder Oluf Pedersen, ingegnere e fisico danese († 1941)
- 20 giugno - Georg Göhler, compositore, direttore d'orchestra e critico musicale tedesco († 1954)
- 20 giugno - Paolo Straneo, matematico e fisico italiano († 1968)
- 21 giugno - Angelo Oliviero Olivetti, politico, politologo e giornalista italiano († 1931)
- 22 giugno - Viggo Jensen, sollevatore, tiratore a segno e pesista danese († 1930)
- 22 giugno - Walter Friedrich Otto, latinista e filologo classico tedesco († 1958)
- 23 giugno - Federico Jarach, imprenditore italiano († 1951)
- 24 giugno - Hon'inbō Shūsai, giocatore di go giapponese († 1940)
- 25 giugno - Pier Silverio Leicht, giurista, storico e bibliotecario italiano († 1956)
- 25 giugno - Rose O'Neill, fumettista, scrittrice e illustratrice statunitense († 1944)
- 27 giugno - Genuzio Bentini, avvocato e politico italiano († 1943)
- 27 giugno - Anne Crawford Flexner, commediografa statunitense († 1955)
- 27 giugno - Piero Gribaudi, geografo e economista italiano († 1950)
- 28 giugno - Léon-Paul Classe, missionario e vescovo cattolico francese († 1945)
- 29 giugno - Enrico Besta, giurista e storico italiano († 1952)
- 29 giugno - Billy George, calciatore inglese († 1933)
- 30 giugno - Fritz Brupbacher, medico e scrittore svizzero († 1945)
- 30 giugno - Emilio Parma, pittore italiano († 1950)

## Luglio(54)
- 1º luglio - Nigel Playfair, attore, regista e direttore teatrale inglese († 1934)
- 3 luglio - Jean Collas, rugbista a 15 e tiratore di fune francese († 1928)
- 3 luglio - Margaret G. Hays, illustratrice e fumettista statunitense († 1925)
- 5 luglio - Eugen Fischer, medico tedesco († 1967)
- 5 luglio - Gerhard von Keussler, compositore e direttore d'orchestra tedesco († 1949)
- 6 luglio - János Boksay, compositore e presbitero († 1940)
- 7 luglio - Mitsuko Aoyama, giapponese († 1941)
- 7 luglio - Władysław Grabski, politico, economista e storico polacco († 1938)
- 8 luglio - Hubert Lagardelle, sindacalista francese († 1958)
- 8 luglio - Eduardo Massari, magistrato e giurista italiano († 1933)
- 8 luglio - Giovanni Morbelli, chimico e inventore italiano († 1947)
- 8 luglio - Erminio Troilo, filosofo italiano († 1968)
- 9 luglio - Harry Corner, crickettista britannico († 1938)
- 10 luglio - Ferdinando Bernardi, arcivescovo cattolico italiano († 1961)
- 10 luglio - Adolfo Magrini, pittore, illustratore e scenografo italiano († 1957)
- 10 luglio - Ernesto Pietriboni, avvocato, giornalista e politico italiano († 1950)
- 10 luglio - Belén de Sárraga, giornalista e attivista spagnola († 1951)
- 12 luglio - Martin Persson Nilsson, filologo classico, grecista e storico delle religioni svedese († 1967)
- 12 luglio - Elsa von Freytag-Loringhoven, artista e poetessa tedesca († 1927)
- 13 luglio - Giovanni Costetti, pittore, incisore e poeta italiano († 1949)
- 13 luglio - Giustiniano Degli Azzi, storico, archivista e bibliotecario italiano († 1960)
- 14 luglio - ʿAbbās Ḥilmī, egiziano († 1944)
- 14 luglio - André-Louis Debierne, chimico francese († 1949)
- 14 luglio - Aleksandr Petrovič Panteleev, regista cinematografico russo († 1948)
- 15 luglio - Ben Chimberoff, ginnasta e multiplista statunitense († 1940)
- 15 luglio - Daniel Krencker, storico dell'architettura e archeologo tedesco († 1941)
- 15 luglio - Gwyn Nicholls, rugbista a 15 britannico († 1939)
- 16 luglio - Sidney Clive, generale inglese († 1959)
- 16 luglio - Henry St. George Tucker, vescovo anglicano statunitense († 1959)
- 17 luglio - Maurizio Barricelli, pittore e giornalista italiano († 1931)
- 17 luglio - Arthur Cruttenden Mace, egittologo britannico († 1928)
- 19 luglio - Josef Lanz, personalità religiosa austriaca († 1954)
- 20 luglio - Joseph Levering, regista, attore e sceneggiatore statunitense († 1943)
- 23 luglio - Orin Upshaw, tiratore di fune statunitense († 1937)
- 24 luglio - Eugenio Guerrieri, astronomo italiano († 1957)
- 24 luglio - Hermann Wilker, canottiere tedesco († 1941)
- 25 luglio - Gennaro Ottaviano, poeta e paroliere italiano († 1936)
- 25 luglio - Corinna Teresa Ubertis, scrittrice italiana († 1964)
- 26 luglio - Josef Horovitz, orientalista tedesco († 1931)
- 26 luglio - Sergej Aleksandrovič Kusevickij, direttore d'orchestra e contrabbassista russo († 1951)
- 26 luglio - Alessandro Trotter, botanico e entomologo italiano († 1967)
- 27 luglio - Mary Annette Anderson, docente statunitense († 1922)
- 27 luglio - Ludwig Hohlwein, architetto, pittore e illustratore tedesco († 1949)
- 27 luglio - Wynand Otto Jan Nieuwenkamp, pittore, incisore e etnologo olandese († 1950)
- 28 luglio - Gaspare Bolla, cavaliere e aviatore italiano († 1915)
- 28 luglio - Ernst Cassirer, filosofo tedesco († 1945)
- 28 luglio - Alice Duer Miller, scrittrice e poetessa statunitense († 1942)
- 28 luglio - Joaquín Torres García, pittore, designer e imprenditore uruguaiano († 1949)
- 29 luglio - Pietro Capasso, politico italiano († 1951)
- 29 luglio - Auguste Giroux, rugbista a 15 francese († 1953)
- 29 luglio - August Stramm, poeta e drammaturgo tedesco († 1915)
- 30 luglio - João de Deus Mena Barreto, generale e politico brasiliano († 1933)
- 30 luglio - Billy Meredith, allenatore di calcio e calciatore gallese († 1958)
- 31 luglio - Clarence Kolb, attore statunitense († 1964)

## Agosto(63)
- 1º agosto - Augustus Phillips, attore statunitense († 1944)
- 1º agosto - Anton Reichenow, ornitologo tedesco († 1941)
- 1º agosto - Jimmy Tremeer, ostacolista e giavellottista britannico († 1951)
- 2 agosto - Sidney Morgan, regista e sceneggiatore britannico († 1946)
- 2 agosto - Émile Reuter, politico lussemburghese († 1973)
- 4 agosto - Giulio Cesare Montagna, diplomatico e politico italiano († 1953)
- 4 agosto - Patrick Philbin, tiratore di fune britannico († 1929)
- 4 agosto - Charles-Louis Philippe, scrittore francese († 1909)
- 5 agosto - William Berwald, ginnasta e multiplista statunitense († 1963)
- 5 agosto - Wesley Mitchell, economista statunitense († 1948)
- 5 agosto - Jerry Winholtz, lottatore statunitense († 1962)
- 6 agosto - Charles Fort, scrittore statunitense († 1932)
- 7 agosto - Georges Lefebvre, storico francese († 1959)
- 8 agosto - Vladimir Bazarov, giornalista, scrittore e filosofo russo († 1939)
- 8 agosto - Tristan Klingsor, scrittore, pittore e critico d'arte francese († 1966)
- 9 agosto - Reynaldo Hahn, compositore, pianista e direttore d'orchestra venezuelano († 1947)
- 9 agosto - Albin Lermusiaux, mezzofondista, maratoneta e tiratore a segno francese († 1940)
- 10 agosto - Herbert Hoover, politico statunitense († 1964)
- 10 agosto - Ettore Porro, prefetto e politico italiano († 1947)
- 10 agosto - Otto Steffen, ginnasta e multiplista statunitense († 1957)
- 10 agosto - Georges Trombert, schermidore francese († 1949)
- 10 agosto - Ernest C. Warde, regista e attore inglese († 1923)
- 11 agosto - Luisa Carlotta di Sassonia-Altenburg, nobildonna tedesca († 1953)
- 12 agosto - Alice Hutchison, medico britannico († 1953)
- 12 agosto - Oreste Ristori, giornalista e anarchico italiano († 1943)
- 12 agosto - Bedřich Schejbal, schermidore boemo
- 12 agosto - Élie de Lastours, schermidore e tennista francese († 1932)
- 13 agosto - Livio Borghese, nobile e diplomatico italiano († 1939)
- 14 agosto - Paolo Baratta, pittore italiano († 1940)
- 14 agosto - Mustafa Kamil, politico e giornalista egiziano († 1908)
- 14 agosto - Ubaldo Puglieschi, militare italiano († 1965)
- 14 agosto - Antanas Smetona, politico e scrittore lituano († 1944)
- 16 agosto - Achille Colas, ciclista su strada francese († 1954)
- 16 agosto - Gerhard Hessenberg, matematico tedesco († 1925)
- 16 agosto - Lina Waterfield, giornalista e scrittrice britannica († 1964)
- 17 agosto - John A. Moroso, scrittore e sceneggiatore statunitense († 1957)
- 17 agosto - Alfredo Attilio Schettini, avvocato e politico italiano († 1960)
- 18 agosto - Gérard Bourgeois, regista e sceneggiatore svizzero († 1944)
- 18 agosto - Anna del Montenegro, principessa montenegrina († 1971)
- 19 agosto - Anton von Mailly, scrittore, etnologo e storico austriaco († 1950)
- 20 agosto - Riccardo Balsamo Crivelli, poeta italiano († 1938)
- 20 agosto - Melchiade Gabba, generale e politico italiano († 1952)
- 20 agosto - Joseph Klausner, storico israeliano († 1958)
- 20 agosto - George O'Connor, cantante e avvocato statunitense († 1946)
- 21 agosto - Giorgi K'vinit'adze, generale georgiano († 1970)
- 21 agosto - Edmund Mortimer, attore e regista statunitense († 1944)
- 21 agosto - Ugolino della Gherardesca, imprenditore e politico italiano († 1957)
- 22 agosto - Forest Montgomery, tennista statunitense († 1947)
- 22 agosto - Max Scheler, filosofo tedesco († 1928)
- 24 agosto - Emine Sultan, principessa ottomana († 1920)
- 24 agosto - Karel Hlaváček, poeta e pittore ceco († 1898)
- 24 agosto - Ernest Rouart, pittore e incisore francese († 1942)
- 25 agosto - Augustine Kandathil, arcivescovo cattolico indiano († 1956)
- 26 agosto - Zona Gale, scrittrice statunitense († 1938)
- 27 agosto - Carl Bosch, chimico, ingegnere e imprenditore tedesco († 1940)
- 28 agosto - Émile Baraize, egittologo francese († 1952)
- 28 agosto - Viktor Kovačić, architetto croato († 1924)
- 29 agosto - Manuel Machado, poeta, scrittore e drammaturgo spagnolo († 1947)
- 30 agosto - Emilie Flöge, stilista austriaca († 1952)
- 30 agosto - Giuseppe Guidi di Bagno, imprenditore e politico italiano († 1938)
- 30 agosto - Lou Heim, canottiere statunitense († 1954)
- 31 agosto - Vjačeslav Rudol'fovič Menžinskij, rivoluzionario e politico sovietico († 1934)
- 31 agosto - Edward Lee Thorndike, psicologo statunitense († 1949)

## Settembre(61)
- 1º settembre - Mehmed Talat Pascià, politico turco († 1921)
- 2 settembre - Guido Asinari di San Marzano, politico italiano († 1949)
- 2 settembre - Giovan Battista Pastine, militare italiano († 1916)
- 3 settembre - Carl Størmer, matematico e astrofisico norvegese († 1957)
- 4 settembre - Giovanni d'Orléans, francese († 1940)
- 4 settembre - Ferdinando Ugolotti, medico e psichiatra italiano († 1969)
- 4 settembre - Aleksandr Vasil'evič Višnevskij, chirurgo sovietico († 1948)
- 5 settembre - Nap Lajoie, giocatore di baseball e allenatore di baseball statunitense († 1959)
- 5 settembre - Osvaldo Sanini, giornalista, poeta e scrittore italiano († 1962)
- 7 settembre - Albert Tullgren, zoologo e aracnologo svedese († 1958)
- 7 settembre - Orien Vernon, tennista statunitense († 1951)
- 8 settembre - Isidoro Capitanio, pianista e compositore italiano († 1944)
- 8 settembre - Aldo Castellani, medico e batteriologo italiano († 1971)
- 8 settembre - Tom Murray, attore statunitense († 1935)
- 8 settembre - Walter Edmond Clyde Todd, ornitologo statunitense († 1969)
- 8 settembre - Henri Verhavert, ginnasta belga († 1955)
- 9 settembre - William DeWitt Mitchell, politico statunitense († 1955)
- 11 settembre - Jan Willem te Kolsté, scacchista olandese († 1936)
- 11 settembre - Bismarck Mantovani, musicista e arrangiatore italiano († 1945)
- 11 settembre - Harry McNish, esploratore scozzese († 1930)
- 11 settembre - Heinrich Kaspar Schmid, compositore e direttore d'orchestra tedesco († 1953)
- 12 settembre - Kurt Eberhard, militare tedesco († 1947)
- 12 settembre - Ricardo Leoncio Elías Arias, politico peruviano († 1951)
- 13 settembre - Paul Armont, drammaturgo, sceneggiatore e attore francese († 1943)
- 13 settembre - Arnold Schönberg, compositore e pittore austriaco († 1951)
- 13 settembre - Spartaco Zugni Tauro, imprenditore e politico italiano († 1934)
- 14 settembre - Giovanni Rava, pittore italiano († 1944)
- 15 settembre - James A. Johnston, dirigente pubblico statunitense († 1954)
- 15 settembre - Antonio Pensa, anatomista italiano († 1970)
- 15 settembre - Alceste de Ambris, sindacalista, giornalista e politico italiano († 1934)
- 16 settembre - Frederic Edward Clements, botanico, micologo e ecologo statunitense († 1945)
- 16 settembre - Ricardo Flores Magón, anarchico, rivoluzionario e giornalista messicano († 1922)
- 16 settembre - Arrigo Lorenzi, geografo italiano († 1948)
- 16 settembre - Santi Muratori, bibliotecario italiano († 1943)
- 17 settembre - Bernard Forbes, VIII conte di Granard, politico e ufficiale irlandese († 1948)
- 17 settembre - Camillo Isnardi, tiratore a segno italiano († 1949)
- 17 settembre - Vera Sluckaja, rivoluzionaria russa († 1917)
- 17 settembre - Emily Vanderbilt Sloane, scrittrice e filantropa statunitense († 1970)
- 18 settembre - Georges Lumpp, canottiere francese († 1934)
- 18 settembre - Oskari Mantere, politico finlandese († 1942)
- 21 settembre - Shunsō Hishida, pittore giapponese († 1911)
- 21 settembre - Gustav Holst, compositore e direttore d'orchestra britannico († 1934)
- 21 settembre - Julienne Mathieu, attrice francese († 1943)
- 22 settembre - Siegfried Gumbel, giurista tedesco († 1942)
- 22 settembre - Şehzade Mehmed Seyfeddin, principe ottomano († 1927)
- 23 settembre - Frank Lane, velocista statunitense († 1927)
- 23 settembre - Michael Memelauer, vescovo cattolico austriaco († 1961)
- 23 settembre - Ernst Streeruwitz, politico austriaco († 1952)
- 24 settembre - Alfredo Bottai, sindacalista, politico e giornalista italiano († 1965)
- 24 settembre - Friedrich Ludwig Emil Diels, botanico tedesco († 1945)
- 24 settembre - Kurt Doerry, velocista e ostacolista tedesco († 1947)
- 25 settembre - Noëlle Roger, scrittrice svizzera († 1953)
- 26 settembre - Oakes Ames, botanico statunitense († 1950)
- 26 settembre - Charles Vyner Brooke, sovrano indonesiano († 1963)
- 26 settembre - Eleanor Gates, scrittrice e commediografa statunitense († 1951)
- 26 settembre - Lewis Hine, sociologo e fotografo statunitense († 1940)
- 27 settembre - Torkom I Koushagian, arcivescovo cristiano orientale armeno († 1939)
- 27 settembre - Domenico Valenzani, avvocato e politico italiano († 1931)
- 28 settembre - James Woodget, tiratore di fune britannico († 1960)
- 29 settembre - Michael Hodges, ammiraglio britannico († 1951)
- 30 settembre - Matt Kingsley, calciatore inglese († 1960)

## Ottobre(64)
- 1º ottobre - Alfred Annan, golfista statunitense († 1931)
- 1º ottobre - William Baird, calciatore scozzese († 1943)
- 1º ottobre - Hans Fahrni, scacchista svizzero († 1939)
- 2 ottobre - Pio Calletti, funzionario e politico italiano († 1947)
- 3 ottobre - Charles B. Middleton, attore statunitense († 1949)
- 3 ottobre - Mario Nomis di Cossilla, militare e politico italiano († 1946)
- 4 ottobre - Franc Berneker, scultore sloveno († 1932)
- 4 ottobre - Francesco Gurgo Salice, compositore, pianista e direttore di banda italiano († 1935)
- 5 ottobre - George Irving, attore e regista statunitense († 1961)
- 5 ottobre - Charles Hesterman Merz, ingegnere britannico († 1940)
- 6 ottobre - James Clarke, tiratore di fune britannico († 1929)
- 6 ottobre - Samuel Merwin, giornalista, scrittore e commediografo statunitense († 1936)
- 8 ottobre - István Bethlen, politico ungherese († 1946)
- 8 ottobre - Margaret Lygon Russell, baronessa Ampthill, nobildonna inglese († 1957)
- 8 ottobre - Nance O'Neil, attrice statunitense († 1965)
- 8 ottobre - Hugo Süchting, scacchista tedesco († 1916)
- 9 ottobre - Charles L'Eplattenier, architetto, pittore e scultore svizzero († 1946)
- 10 ottobre - Agostino Bassino, avvocato e politico italiano († 1950)
- 10 ottobre - Nikolaj Konstantinovič Rerich, pittore, avvocato e diplomatico russo († 1947)
- 10 ottobre - Carlo Torlonia, politico italiano († 1947)
- 11 ottobre - Frank Brownlee, attore statunitense († 1948)
- 11 ottobre - Carlo Sterpi, presbitero italiano († 1951)
- 12 ottobre - Abraham A. Brill, psichiatra e psicoanalista statunitense († 1948)
- 12 ottobre - Ferdinand Juriga, patriota e presbitero slovacco († 1950)
- 12 ottobre - Abdullah al-Mu'tassim Billah di Pahang, sovrano malese († 1932)
- 13 ottobre - Kiyotsugu Hirayama, astronomo giapponese († 1943)
- 13 ottobre - Reginald Fleming Johnston, diplomatico britannico († 1938)
- 13 ottobre - Vincent Lorant-Heilbronn, regista, scenografo e pittore francese († 1912)
- 13 ottobre - Alessandro Peroni, pianista e compositore italiano († 1964)
- 14 ottobre - Thomas Ashby, archeologo britannico († 1931)
- 14 ottobre - Robert Helbling, ingegnere, geologo e alpinista svizzero († 1954)
- 15 ottobre - Alfredo di Sassonia-Coburgo-Gotha, nobile († 1899)
- 15 ottobre - Selma Kurz, cantante lirica austriaca († 1933)
- 15 ottobre - Paolo Mattei Gentili, giornalista e politico italiano († 1935)
- 15 ottobre - Constantin Parhon, medico e politico rumeno († 1969)
- 16 ottobre - Otto Mueller, pittore tedesco († 1930)
- 16 ottobre - Lucien Rudaux, artista e astronomo francese († 1947)
- 18 ottobre - Jozef Gregor Tajovský, poeta e scrittore slovacco († 1940)
- 19 ottobre - Giuseppe Micheli, politico e notaio italiano († 1948)
- 19 ottobre - Vladimir Petrovič Potëmkin, politico e diplomatico sovietico († 1946)
- 20 ottobre - William Dickey, truffatore statunitense († 1944)
- 20 ottobre - Charles Ives, compositore statunitense († 1954)
- 20 ottobre - Anselmo Rizzi, vescovo cattolico italiano († 1934)
- 20 ottobre - Paolo Solaroli di Briona, militare italiano († 1911)
- 21 ottobre - Albert Aftalion, economista francese († 1956)
- 21 ottobre - Guido Balzarini, schermidore italiano († 1935)
- 21 ottobre - Henri Guisan, generale svizzero († 1960)
- 21 ottobre - Charles R. Knight, artista statunitense († 1953)
- 22 ottobre - Alexandros Merkati, golfista greco († 1947)
- 23 ottobre - Billie Bennett, attrice statunitense († 1951)
- 23 ottobre - Robert Dinesen, attore e regista danese († 1972)
- 23 ottobre - Otto Rühle, scrittore e politico tedesco († 1943)
- 25 ottobre - Berta d'Assia-Philippsthal-Barchfeld, principessa tedesca († 1919)
- 25 ottobre - Emma Gramatica, attrice italiana († 1965)
- 25 ottobre - Huang Xing, generale cinese († 1916)
- 25 ottobre - Victor Sonnemans, pallanuotista belga († 1962)
- 25 ottobre - Geoffrey Winthrop Young, alpinista, poeta e scrittore inglese († 1958)
- 26 ottobre - Thomas Martin Lowry, chimico britannico († 1936)
- 26 ottobre - Abby Aldrich Rockefeller, collezionista d'arte e filantropa statunitense († 1948)
- 27 ottobre - Fulco Tosti di Valminuta, dirigente d'azienda e politico italiano († 1939)
- 27 ottobre - Owen D. Young, economista statunitense († 1962)
- 28 ottobre - Franc Ksaver Meško, scrittore e presbitero sloveno († 1964)
- 29 ottobre - Edward Reginald Frampton, artista britannico († 1923)
- 31 ottobre - Edgar Chahine, pittore, illustratore e incisore francese († 1947)

## Novembre(72)
- 1º novembre - Emma Bell Clifton, sceneggiatrice e attrice statunitense († 1922)
- 1º novembre - Salima Machamba, comoriana († 1964)
- 2 novembre - Thomas Baddeley, calciatore inglese († 1946)
- 2 novembre - Sigfús Blöndal, scrittore islandese († 1950)
- 2 novembre - Paul Chalfin, architetto statunitense († 1959)
- 2 novembre - Pál Prónay, militare ungherese
- 2 novembre - Francesco Sidoli, arcivescovo cattolico italiano († 1924)
- 2 novembre - Jack Zealley, calciatore inglese († 1956)
- 4 novembre - Charles Despiau, scultore francese († 1946)
- 4 novembre - Herbert Christopher Robinson, zoologo, ornitologo e naturalista britannico († 1929)
- 4 novembre - Şehzade Ibrahim Tevfik, principe ottomano († 1931)
- 5 novembre - Gustav Casmir, schermidore tedesco († 1910)
- 6 novembre - Muhammad Zaman Khan, principe pakistano († 1936)
- 8 novembre - Felipe Carrillo Puerto, giornalista, politico e rivoluzionario messicano († 1924)
- 9 novembre - Cyril Deverell, generale britannico († 1947)
- 9 novembre - Julio Romero de Torres, pittore spagnolo († 1930)
- 10 novembre - Gustav Georg Embden, biochimico tedesco († 1933)
- 10 novembre - Donald Baxter MacMillan, esploratore statunitense († 1970)
- 10 novembre - Giuseppe Vizzini, vescovo cattolico italiano († 1935)
- 12 novembre - Bert Williams, attore e regista statunitense († 1922)
- 13 novembre - Wilhelm Dittmann, politico tedesco († 1954)
- 13 novembre - Marguerite Long, pianista e insegnante francese († 1966)
- 14 novembre - Roberto Bonola, matematico italiano († 1911)
- 14 novembre - Adolf Brand, giornalista, insegnante e scrittore tedesco († 1945)
- 14 novembre - Edgecomb Lee Jones, golfista statunitense († 1937)
- 14 novembre - André Gaston Prételat, generale francese († 1969)
- 14 novembre - Johann Schober, politico austriaco († 1932)
- 15 novembre - Alberto Bolaffi, filatelista italiano († 1944)
- 15 novembre - Dīmītrios Golemīs, mezzofondista greco († 1941)
- 15 novembre - Schack August Steenberg Krogh, fisiologo danese († 1949)
- 16 novembre - Thomas Denman, III barone Denman, politico britannico († 1954)
- 16 novembre - Fozio II, arcivescovo ortodosso greco († 1935)
- 16 novembre - Aleksandr Vasil'evič Kolčak, esploratore, ammiraglio e politico russo († 1920)
- 16 novembre - Vincenzo Tamborino, politico italiano († 1960)
- 17 novembre - Aditya Narayan Singh, principe indiano († 1939)
- 17 novembre - Burnett Hillman Streeter, teologo e presbitero inglese († 1937)
- 17 novembre - Charles Van den Borren, musicologo belga († 1966)
- 18 novembre - Alfred Schwarzschild, pittore e grafico tedesco († 1948)
- 19 novembre - Charles Chadwick, martellista, pesista e tiratore di fune statunitense († 1953)
- 19 novembre - Ėdvard Puchal'skij, regista cinematografico russo († 1942)
- 20 novembre - Carlo Iberti, scrittore italiano († 1946)
- 20 novembre - Achille Martelli, militare italiano († 1962)
- 20 novembre - Evgenij Tarle, storico russo († 1955)
- 21 novembre - Henri Deloge, mezzofondista francese († 1961)
- 21 novembre - Evelyn Beatrice Longman, scultrice statunitense († 1954)
- 21 novembre - Antonio Pietrantoni, geologo italiano († 1952)
- 22 novembre - Eugène Balme, tiratore a segno francese († 1914)
- 22 novembre - Silvio Benco, scrittore, giornalista e critico letterario italiano († 1949)
- 22 novembre - Elizabeth Patterson, attrice statunitense († 1966)
- 23 novembre - Ettore Boschi, militare e scrittore italiano († 1955)
- 23 novembre - Albert Capellani, regista francese († 1931)
- 23 novembre - Theodore Lyman, fisico statunitense († 1954)
- 23 novembre - Luigi Pernier, archeologo e funzionario italiano († 1937)
- 24 novembre - Charles William Miller, calciatore, dirigente sportivo e arbitro di calcio brasiliano († 1953)
- 25 novembre - Joe Gans, pugile statunitense († 1910)
- 25 novembre - Tom Sharkey, pugile statunitense († 1953)
- 25 novembre - Lewis Spence, poeta e giornalista scozzese († 1955)
- 27 novembre - Johannes Baumann, politico, avvocato e giudice svizzero († 1953)
- 27 novembre - Charles Austin Beard, storico, scrittore e sociologo statunitense († 1948)
- 27 novembre - Alfred Chalk, calciatore inglese († 1954)
- 27 novembre - František Erben, ginnasta boemo († 1942)
- 27 novembre - Eugene Walter, commediografo statunitense († 1941)
- 27 novembre - Chaim Weizmann, politico e chimico russo († 1952)
- 28 novembre - Franz Abbé, ginnasta tedesco († 1936)
- 28 novembre - Pier Giulio Breschi, giornalista, compositore e incisore italiano († 1937)
- 28 novembre - Armas Lindgren, architetto finlandese († 1929)
- 29 novembre - Antonio Egas Moniz, psichiatra, politico e letterato portoghese († 1955)
- 30 novembre - Winston Churchill, politico, storico e giornalista britannico († 1965)
- 30 novembre - Friedrich Hasenöhrl, fisico austriaco († 1915)
- 30 novembre - Lloyd Ingraham, attore, regista e sceneggiatore statunitense († 1956)
- 30 novembre - Lucy Maud Montgomery, scrittrice canadese († 1942)
- 30 novembre - René Waleff, canottiere francese († 1961)

## Dicembre(61)
- 1º dicembre - John Joseph Cantwell, arcivescovo cattolico irlandese († 1947)
- 1º dicembre - Ada Botti Giachetti, soprano italiano († 1946)
- 2 dicembre - Marica Gregorič-Stepančič, scrittrice, poetessa e traduttrice italiana († 1954)
- 2 dicembre - Candido Mura, politico italiano († 1947)
- 2 dicembre - Joseph Olivier, rugbista a 15 francese († 1901)
- 3 dicembre - Helen Lindroth, attrice svedese († 1956)
- 3 dicembre - Pedro Poveda Castroverde, presbitero spagnolo († 1936)
- 5 dicembre - Henriette Caillaux, assassina francese († 1943)
- 6 dicembre - Lucien Démanet, ginnasta francese († 1943)
- 6 dicembre - Matthew Ridley, II visconte Ridley, nobile e politico inglese († 1916)
- 7 dicembre - Vasco Creti, attore italiano († 1945)
- 7 dicembre - Alice Louise Shepard, statunitense († 1950)
- 7 dicembre - Hüseyin Cahit Yalçın, giornalista, scrittore e politico turco († 1957)
- 9 dicembre - Luigi Messedaglia, politico e medico italiano († 1956)
- 9 dicembre - Hans von Seisser, poliziotto tedesco († 1973)
- 10 dicembre - Walter Guyton Cady, fisico e ingegnere statunitense († 1974)
- 11 dicembre - James Lewis Kraft, inventore e imprenditore canadese († 1953)
- 11 dicembre - Paul Wegener, attore, regista e sceneggiatore tedesco († 1948)
- 12 dicembre - François-Jean-Marie Serrand, vescovo cattolico francese († 1949)
- 13 dicembre - Emilio Alfieri, ginecologo italiano († 1949)
- 13 dicembre - Josef Lhévinne, pianista e insegnante russo († 1944)
- 14 dicembre - Gertrude Elliott, attrice statunitense († 1950)
- 14 dicembre - Friedrich Georg Hendel, entomologo austriaco († 1936)
- 14 dicembre - Adam Stegerwald, politico tedesco († 1945)
- 15 dicembre - Khalid bin Barghash di Zanzibar, sultano tanzaniano († 1927)
- 15 dicembre - Guido Scelsi, ammiraglio e aviatore italiano († 1954)
- 16 dicembre - Hugh McClung, direttore della fotografia e regista statunitense († 1946)
- 16 dicembre - Ching Morrison, calciatore irlandese († 1940)
- 17 dicembre - Giovanni Battista Bertone, politico e avvocato italiano († 1969)
- 17 dicembre - William Lyon Mackenzie King, politico canadese († 1950)
- 18 dicembre - Alvin Saunders Johnson, economista statunitense († 1971)
- 20 dicembre - Mary Ann Bevan, infermiera britannica († 1933)
- 20 dicembre - Frederick Steep, calciatore canadese († 1956)
- 21 dicembre - Juan Bautista Sacasa, politico nicaraguense († 1946)
- 21 dicembre - Tadeusz Boy-Żeleński, scrittore e traduttore polacco († 1941)
- 22 dicembre - Pompeo di Campello, militare e politico italiano († 1927)
- 22 dicembre - Franz Schmidt, musicista austriaco († 1939)
- 23 dicembre - Giovanni Cuomo, politico e avvocato italiano († 1948)
- 23 dicembre - Ekaterina Pavlovna Korčagina-Aleksandrovskaja, attrice russa († 1951)
- 23 dicembre - Charles Waldron, attore statunitense († 1946)
- 23 dicembre - Viggo Wiehe, attore danese († 1956)
- 24 dicembre - Adamo Didur, basso polacco († 1946)
- 24 dicembre - William King Hale, assassino, politico e criminale statunitense († 1962)
- 25 dicembre - Camilo Bargiela, scrittore, traduttore e diplomatico spagnolo († 1910)
- 25 dicembre - Lina Cavalieri, soprano e attrice italiana († 1944)
- 25 dicembre - Antonio Discovolo, pittore italiano († 1956)
- 25 dicembre - Marie Krogh, fisiologa e medico danese († 1943)
- 26 dicembre - Rosa Albach-Retty, attrice austriaca († 1980)
- 26 dicembre - Léon Rothier, basso francese († 1951)
- 27 dicembre - Max Ettinger, compositore tedesco († 1951)
- 28 dicembre - Inocencio López Santamaría, missionario e vescovo cattolico spagnolo († 1958)
- 28 dicembre - María Martínez Sierra, scrittrice, drammaturga e traduttrice spagnola († 1974)
- 28 dicembre - Martin André Rosanoff, chimico russo († 1951)
- 28 dicembre - Carl Winterhoff, attore tedesco († 1937)
- 29 dicembre - François Brandt, canottiere olandese († 1949)
- 29 dicembre - Mark C. Honeywell, imprenditore e inventore statunitense († 1964)
- 30 dicembre - Janko Jesenský, poeta, scrittore e traduttore slovacco († 1945)
- 30 dicembre - Donald MacKenzie, canottiere canadese († 1925)
- 31 dicembre - Émile Beaussier, pittore francese († 1943)
- 31 dicembre - Lucas Bridges, esploratore e scrittore inglese († 1949)
- 31 dicembre - Francesco Pastonchi, poeta e critico letterario italiano († 1953)

## Senza giorno specificato(87)
- Adalbert Zuckschwerdt, militare tedesco († 1945)
- Joseph William Agar, calciatore e crickettista inglese († 1933)
- Frank Allen, fisico statunitense († 1965)
- Edgard Allix, economista francese († 1938)
- Anne Anderson, illustratrice scozzese († 1952)
- Vernon Howe Bailey, illustratore, pittore e regista statunitense († 1953)
- Jacques Baseilhac, pittore e incisore francese († 1903)
- Nikifor Alekseevič Begičev, navigatore e esploratore russo († 1927)
- Nikolaj Aleksandrovič Berdjaev, filosofo e scrittore russo († 1948)
- Silvio Bicchi, pittore italiano († 1948)
- Gabriele Briganti, bibliotecario italiano († 1945)
- Alexis Brocherel, alpinista italiano († 1927)
- Guido Cacialli, basso italiano († 1932)
- Tito Cavagnaro, pittore italiano († 1949)
- Dorothy Cayley, micologa singalese († 1955)
- Akaki Chkhenkeli, politico georgiano († 1959)
- Adolfo Cilento, avvocato e politico italiano († 1951)
- William H. Clifford, sceneggiatore e regista statunitense († 1938)
- Queen Avery Coonley, filantropa, educatrice e mecenate statunitense († 1958)
- Alfredo Costa, baritono italiano († 1913)
- Octave Crouzon, neurologo francese († 1938)
- Ludwig Curtius, archeologo tedesco († 1954)
- Edgar Ferdinand Cyriax, medico britannico († 1955)
- Zaccheus Daniel, astronomo statunitense († 1964)
- Douglas Erith Derry, anatomista e antropologo britannico († 1961)
- Isaiah Bershadski, scrittore russo († 1908)
- Maud Durbin, attrice teatrale e sceneggiatrice statunitense († 1936)
- Giulio Faini, compositore e cornista italiano († 1935)
- Ugo Finozzi, illustratore italiano († 1932)
- Gaetano Gaslini, militare italiano († 1896)
- Carlo Gatto, ingegnere e imprenditore italiano († 1976)
- Shtjefën Kostantin Gjeçov, religioso kosovaro († 1929)
- Didier Gold, drammaturgo e paroliere francese († 1931)
- Frederick Goodfellow, tiratore di fune britannico († 1960)
- Tullio Gozzi, ingegnere italiano († 1924)
- Jacques Guerlain, profumiere francese († 1963)
- Alice Hallgarten Franchetti, filantropa e pedagogista statunitense († 1911)
- Santos Hernández, liutaio spagnolo († 1943)
- Hugo Hörtnagl, alpinista e medico austriaco († 1952)
- Ryūkichi Inada, medico giapponese († 1950)
- James H. Johnson, pattinatore artistico su ghiaccio britannico († 1921)
- W.P. Kellino, regista e sceneggiatore inglese († 1958)
- Nasrullah Khan, emiro afghano († 1920)
- Frederick B. Kiddle, pianista e organista inglese († 1951)
- Kōnstantinos Komnīnos-Mīliōtīs, schermidore greco († 1941)
- Alban Köhler, radiologo tedesco († 1947)
- Ernest La Jeunesse, scrittore e critico letterario francese († 1917)
- Cesare Levi, giornalista, critico teatrale e storico italiano († 1926)
- Lin Jianzhang, ammiraglio e politico cinese († 1940)
- Vasilij Adol'fovič Lindholm, zoologo russo († 1935)
- Antonino Longo, pediatra italiano († 1943)
- Henri Manguin, pittore francese († 1949)
- Otto Marburg, neurologo austriaco († 1948)
- Frederick Mason Perkins, storico dell'arte, critico d'arte e collezionista d'arte statunitense († 1955)
- Lalla Miranda, soprano australiano († 1944)
- Iginio Montini, scultore italiano († 1954)
- Francis James Mortimer, fotografo britannico († 1944)
- Cavendish Morton, attore, fotografo e regista britannico († 1939)
- Murad di Sebastia, politico, militare e rivoluzionario armeno († 1918)
- Iōannīs Mītropoulos, ginnasta greco
- Dimitrie Pompeiu, matematico e politico romeno († 1954)
- John Alfred Prestwich, inventore e progettista inglese († 1952)
- Leōnidas Pyrgos, schermidore greco
- Gladys Rankin, commediografa e sceneggiatrice statunitense († 1914)
- Enrico Rimini, chimico italiano († 1917)
- Attilio Felice Riva, carabiniere italiano († 1954)
- Jacques Roston, traduttore e insegnante francese († 1947)
- Carlo Sabajno, direttore d'orchestra italiano († 1938)
- Giovanni Scarabelli, scultore e pittore italiano († 1942)
- Franz Josef Schönbrod, calciatore e dirigente sportivo tedesco
- Leïla Sfez, cantante e compositrice tunisina († 1944)
- Edmondo Solmi, storico e storico della filosofia italiano († 1912)
- Ngawang Sungrab Thutob, monaco buddhista tibetano († 1952)
- Abbas Səhhət, poeta, drammaturgo e traduttore azero († 1918)
- Bartomeu Terradas, calciatore spagnolo († 1948)
- Paraire Tomoana, politico neozelandese († 1946)
- Joseph-Marie Trèves, presbitero italiano († 1941)
- Antōnīos Tsitas, tiratore di fune e lottatore greco
- Bin Ueda, poeta, critico letterario e traduttore giapponese († 1916)
- Giuseppe Uva, pittore italiano († 1937)
- Attilio Vigevano, militare italiano († 1927)
- Gerald Wollaston, genealogista e araldista britannico († 1957)
- Rupen Zartarian, scrittore, educatore e poeta armeno († 1915)
- Dikran Zaven, scrittore, editore e giornalista armeno († 1938)
- Antonio Zolezzi, politico e dirigente sportivo argentino († 1953)
- Joseph d'Arbaud, scrittore francese († 1950)
- Bahaeddin Şakir, politico ottomano († 1922)